# Trim-SM
Trim-SM i handboll är en svensk handbollscup för spelare som uppnått en viss ålder. Cupen startade 1978 för spelare fyllda 40 år (herrar) respektive 35 år (damer) kalenderåret innan spelåret. Således var den första turneringen 1978 öppen för herrar födda senast 1937 och damer födda senast 1942. 2004 sänktes åldersgränsen till 35 år även för herrarna.
Turneringsupplägget har varierat under årens lopp, som en ren cup i olika omgångar likt första året 1978, gruppspel med slutspel, en rak serie med enkelmöten och ett sammandrag i cupformat under en helg. Förutom premiäråret 1978 så spelas båda finalerna (herrar och damer) på samma plats och dag.
Även om Svenska Handbollförbundet marknadsför Trim-SM har turneringen ingen officiell status som SM-tävling, och RF-tecken delas ej ut.

## Vinnare
| År   | Herrar                           | Damer                            | Finalarrangör                              | Finalarena          | Finalort                    |
| ---- | -------------------------------- | -------------------------------- | ------------------------------------------ | ------------------- | --------------------------- |
| 1978 | IK Heim                          | KvIK Sport                       | Svenska Handbollförbundet                  |                     | Göteborg (h), Stockholm (d) |
| 1979 | IF Hallby HK                     | KvIK Sport (2)                   | IF Hallby HK                               |                     | Jönköping                   |
| 1980 | IF Hallby HK (2)                 | Minnebergs IK (Stockholm)        | IF Hallby HK (2)                           |                     | Jönköping (2)               |
| 1981 | Redbergslids IK                  | IFK Örebro                       | Minnebergs IK (Stockholm)                  |                     | Stockholm (2)               |
| 1982 | RP IF                            | IF Hellton                       | IF Hallby HK (3)                           |                     | Jönköping (3)               |
| 1983 | IF Hallby HK (3)                 | IF Hellton (2)                   | IF Hallby HK (4)                           |                     | Jönköping (4)               |
| 1984 | Redbergslids IK (2)              | Stockholmspolisens IF            | Stockholmspolisens IF, IK Hele             |                     | Stockholm (3)               |
| 1985 | SoIK Hellas                      | IF Hellton (3)                   | HVT Tidaholm                               |                     | Tidaholm                    |
| 1986 | Halmstad HP IF                   | Stockholmspolisens IF (2)        | Halmstad HP IF                             |                     | Halmstad                    |
| 1987 | SoIK Hellas (2)                  | Stockholmspolisens IF (3)        | SoIK Hellas, Stockholmspolisens IF (2)     |                     | Stockholm (4)               |
| 1988 | Halmstad HP IF (2)               | Stockholmspolisens IF (4)        | IFK Malmö                                  |                     | Malmö                       |
| 1989 | Redbergslids IK (3)              | Stockholmspolisens IF (5)        | HK Linne                                   |                     | Lidköping                   |
| 1990 | IF Rutger (Stockholm)            | Stockholmspolisens IF (6)        | IK Bolton, Stockholmspolisens IF (3)       | Solnahallen         | Solna                       |
| 1991 | Redbergslids IK (4)              | Stockholmspolisens IF (7)        | Redbergslids IK                            |                     | Stenstorp                   |
| 1992 | IK Sanna/Heim 90                 | Stockholmspolisens IF (8)        | SoIK Hellas (2), Stockholmspolisens IF (4) |                     | Stockholm (5)               |
| 1993 | IF Rutger (Stockholm) (2)        | Stockholmspolisens IF (9)        | Flottans IF                                |                     | Karlskrona                  |
| 1994 | IK Sanna/Heim 90 (2)             | Stockholmspolisens IF (10)       | IK Sanna/Heim 90                           |                     | Skövde                      |
| 1995 | SoIK Hellas (3)                  | Stockholmspolisens IF (11)       |                                            |                     | Eskilstuna                  |
| 1996 | SoIK Hellas (4)                  | Stockholmspolisens IF (12)       |                                            |                     | Västerås                    |
| 1997 | SoIK Hellas (5)                  | Ullvi HF (Västerås)              | Göteborgs Handbollförbund                  | Lundbystrandshallen | Göteborg (2)                |
| 1998 | GHS -91 (IK Sanna/Heim 90) (3)   | Eslövs IK                        |                                            | Duveholmshallen     | Katrineholm                 |
| 1999 | IFK Kristianstad                 | Stockholmspolisens IF (13)       |                                            | Duveholmshallen     | Katrineholm (2)             |
| 2000 | IF Swithiod                      | Irsta HF                         |                                            | Duveholmshallen     | Katrineholm (3)             |
| 2001 | SoIK Hellas (6)                  | TyresöStrand                     |                                            | Duveholmshallen     | Katrineholm (4)             |
| 2002 | IF Swithiod (2)                  | Irsta/Västerås HB                |                                            | Duveholmshallen     | Katrineholm (5)             |
| 2003 | HP Warta                         | Irsta/Västerås HB (1)            |                                            | Duveholmshallen     | Katrineholm (6)             |
| 2004 | IFK Skövde HK                    | Irsta/Västerås HB (2)            | IFK Skövde HK                              | Arena Skövde        | Skövde (2)                  |
| 2005 | IF Swithiod (3)                  | Irsta/Västerås HB (3)            | IFK Skövde HK (2)                          | Arena Skövde        | Skövde (3)                  |
| 2006 | RP IF (2)                        | Spårvägen HF                     | IFK Skövde HK (3)                          | Arena Skövde        | Skövde (4)                  |
| 2007 | Inställt                         | Inställt                         |                                            |                     |                             |
| 2008 | Inställt                         | Inställt                         |                                            |                     |                             |
| 2009 |                                  |                                  |                                            | Bombardier Arena    | Västerås (2)                |
| 2010 |                                  |                                  | Skånela IF                                 | Vikingahallen       | Märsta                      |
| 2011 |                                  | Spårvägen HF (2)                 | Skånela IF (2)                             | Vikingahallen       | Märsta (2)                  |
| 2012 |                                  |                                  |                                            |                     |                             |
| 2013 | Eskilstuna Guif                  |                                  | Agnebergshallen, Rimnershallen             | GF Kroppskultur     | Uddevalla                   |
| 2014 | Eskilstuna Guif (2)              |                                  | IFK Skövde HK (4)                          | Arena Skövde        | Skövde (5)                  |
| 2015 | Eskilstuna Guif (3)              | ÖHK Göteborg                     | IFK Skövde HK (5)                          | Arena Skövde        | Skövde (6)                  |
| 2016 |                                  | ÖHK Göteborg (2)                 | IFK Skövde HK (6)                          | Arena Skövde        | Skövde (7)                  |
| 2017 | Café Lillan HF                   | ÖHK Göteborg (3)                 | Café Lillan HF (1)                         | ÖHK-hallen          | Göteborg (3)                |
| 2018 | Sävedalens HK (Göteborg)         | ÖHK Göteborg (4)                 |                                            | ÖHK-hallen          | Göteborg (4)                |
| 2019 | Inställt pga. för få lag anmälda | Inställt pga. för få lag anmälda |                                            |                     | Helsingborg                 |
| 2020 | Inställt pga. Covid-19-pandemin  | Inställt pga. Covid-19-pandemin  |                                            |                     |                             |
| 2021 | Inställt                         | Inställt                         |                                            |                     |                             |
| 2022 | Café Lillan HF (2)               | KvIK Sport (3)                   | Café Lillan HF (2)                         | Lillekärrshallen    | Göteborg (5)                |
| 2023 | Inställt pga. för få lag anmälda | Inställt pga. för få lag anmälda | Café Lillan HF (3)                         | ÖHK-hallen          | Göteborg (6)                |
| 2024 | Café Lillan HF (3)               | Skövde HF                        | Sannadals SK                               | Västertorphallen    | Stockholm (6)               |
| 2025 | IFK Tumba HK                     | HP Warta                         | Sannadals SK                               | Västertorphallen    | Stockholm (7)               |